# إف إن فال
إف إن فال (FN FAL) هي بندقية آلية خفيفة ذاتية التعشيق السلاح صنع في شركة المصانع الوطنية هيرستال دي (FN)
السلاح اعتمد بفترة الحرب الباردة من قبل حلف الأطلسي (NATO) ويعتبر أحد أكثر الاسلحة انتشارا في العالم.
توجد عدة نسخ منها كالإسرائيلية والبرازيلية والهندية والألمانية والاميركية

## المستخدمون
- تركيا
- العراق
- تونس
- ليبيا
- الناتو
- إسرائيل
- المغرب
- الكويت
- لبنان
- قطر
- البحرين
- اليمن
- سوريا
- الهند
- كندا
- الأرجنتين
- أستراليا
- البرازيل
- ماليزيا
- الإمارات العربية المتحدة
- فنزويلا
- تشاد